# Emanuel Gregers
Marius Emanuel Gregers f. Jensen (28. december 1881 i Horsens – 21. marts 1957 i København) var en dansk skuespiller og instruktør, samt direktør for Casino i 10 år fra 1921.
Han var begravet på Assistens Kirkegård, men graven er senere nedlagt.

## Filmografi
- Lejlighed til leje (1949)
- Den stjålne minister (1949)
- Man elsker kun een gang (1945)
- Det bødes der for (1944)
- Komtessen på Stenholt (1939)
- Milly, Maria och jag (1938) (svensk)
- Cocktail (1937)
- Mille, Marie og mig (1937)
- Min kone er husar (1935)
- Skaf en sensation (1934)
- Så til søs (1933)
- Solskinsdalen (1925)
- Stamherren (1925)
- Madsalune (1923)
- Frie Fugle (1922)
- Den sidste af Slægten (1922)
- Lavinen (1920)